# Nyonoksa

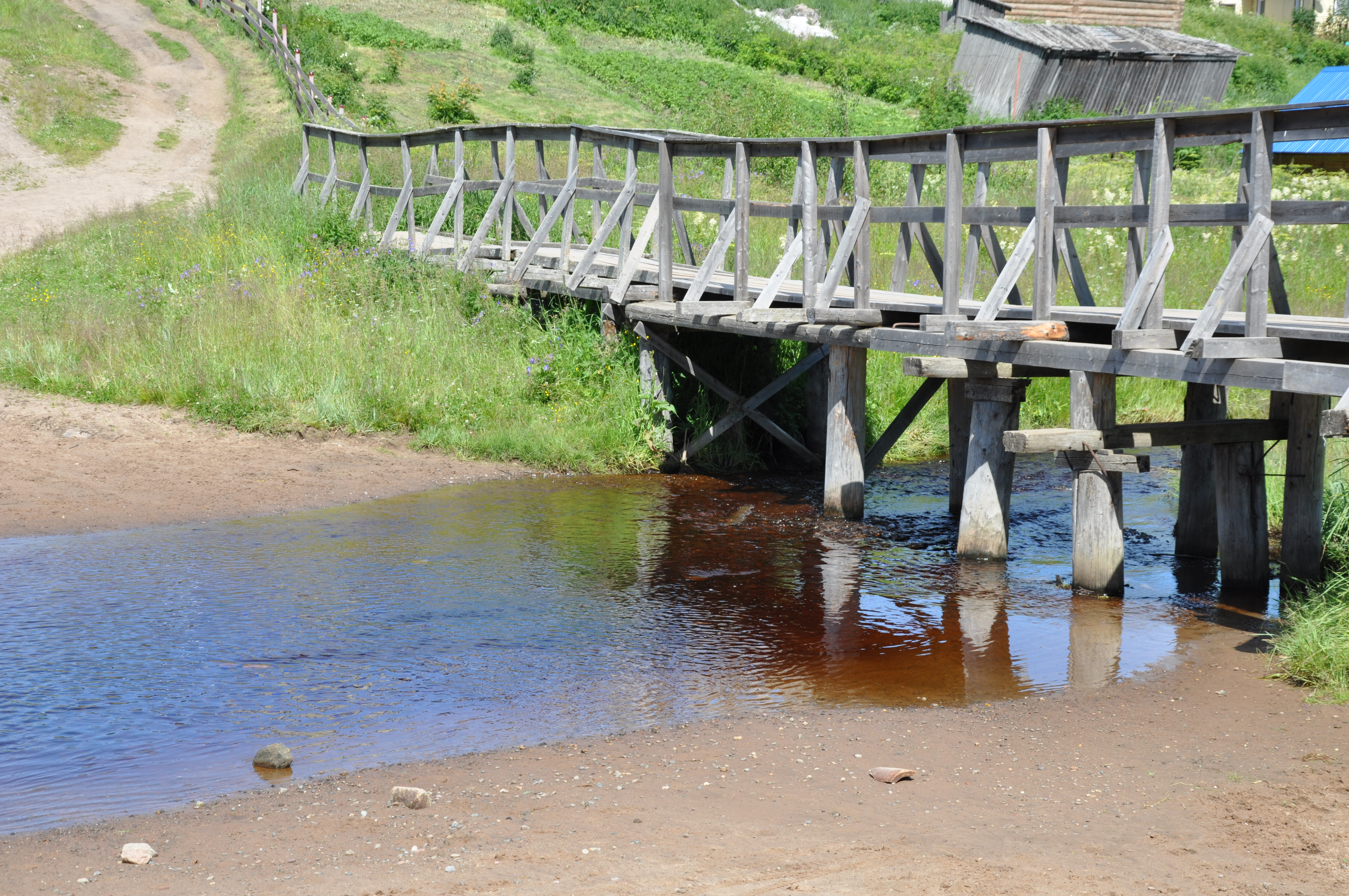
Pont de bois, à Nenoska.

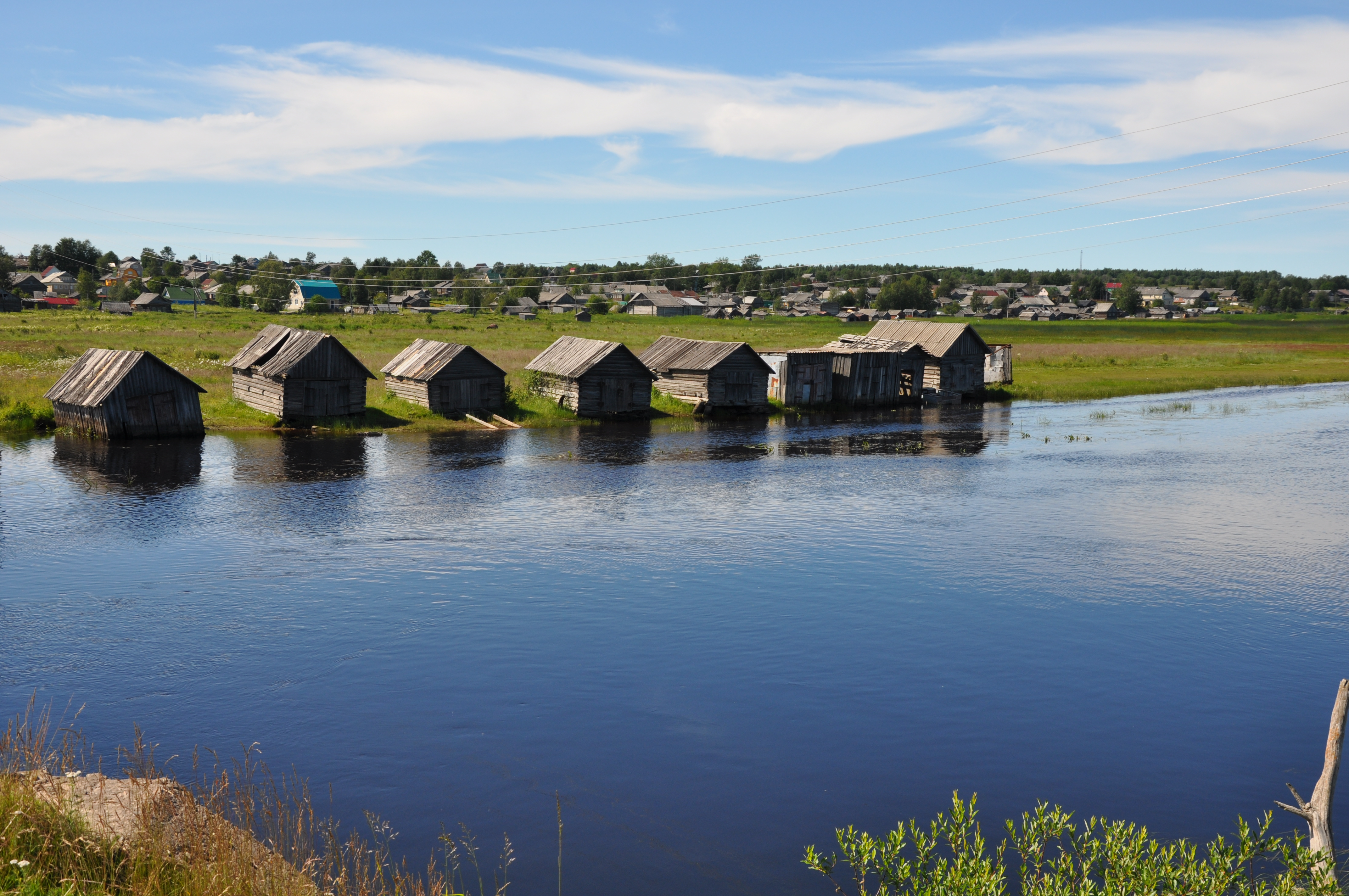
Hangards à bateau, Nenoska.

Nyonoksa, également appelée Nenoksa, ( russe : Нёнокса ) est une localité rurale (un selo d'environ 450 habitants) de l'okroug urbain de Severodvinsk dans l'oblast d'Arkhangelsk en Russie.

## Géographie
Elle est située sur la côte de la baie d'Onega (en mer Blanche) au nord-ouest de la ville de Severodvinsk. Le village est situé à l'est de la péninsule d'Onega , à 40 km de Severodvinsk, sur la côte de la mer Blanche. À l'ouest du village coule la rivière Nenoksa, qui traverse le lac inférieur avant, non loin du village, de se jeter dans le Nenoksu.

## Histoire
Le village aurait été fondé en 1397, et il aurait pour origine l'exploitation d'une saline (gisement de sel qui deviendra l'un des principaux centres de production de sel, qui du XVe siècle au milieu du XXe siècle sera produit, non pas à partir d'eau de mer, mais à partir de mines de sel). 
Ce commerce a contribué à la croissance du village, qui attirait de nombreux marchands de toute la Russie.
Une fête anniversaire pour le village est célébré le premier samedi qui suit le 12 juillet ; c'est une tradition depuis 1997. Autrefois, les villageois célébraient la Saint Pierre (29 juin dans le calendrier julien).
En 1553, le seul navire rescapé d'une expédition montée par l'explorateur anglais Hugh Willoughby (l'Eduard Bonaventure ; commandé par Richard Chancellor et Clement Adams) a pu contourner la péninsule de Kola et entrer en mer Blanche. L'expédition explorait les terres et mers polaires, en cherchant une « route du nord [» vers la Chine et l'Inde. Le navire a jeté l'ancre sur la côte sud de la baie de Dvina, en face de Nenoksa.
De 1940 à 1958, Nenoksa faisait partie du district de Belomorsk dans l'oblast d'Arkhangelsk.
En 1993, une succursale du musée de la culture locale de la ville de Severodvinsk a été ouverte à Nenoksa.
En 2009, le conseil de village de Nyonokska a été aboli, Nenoksa devenant un territoire subordonné à la municipalité de Severodvinsk.
Le 15 juillet 2017, lors de la fête du village de Nyonoksa, un musée du sel a été inauguré (dans la grange à sel restaurée), en tant que branche du musée de la culture locale de la ville de Severodvinsk,.

## Édifice religieux
L'église de la Sainte-Trinité  de Nenoska est un édifice en bois construit de 1727-1729 dont la particularité est d'être chapeautée par cinq pyramides de nature purement décorative, posées sur un toit cruciforme. La raison de ce dispositif est le souci ou la tentation de répondre à l'exigence canonique imposée par Nikon à l'époque du raskol de ne plus construire d'église à chatior mais de revenir aux cinq coupoles à bulbes traditionnelles .

## Environnement
Dans une grande partie de l'arrière pays du littoral de la mer Blanche, la nature est encore très préservée.

## Accident du 8 août 2019
Le 8 août 2019 un accident s’est produit sur la base d’essais militaires située à 2 km du village. L’explosion accidentelle lors d’essais d’un nouveau système de propulsion de missile a fait plusieurs victimes parmi le personnel de la base participant aux essais et dispersant une certaine quantité de radionucléides dans l'atmosphère entraînant une hausse de la radioactivité dans les environs.
Le 13 août 2019, le site de Roshydromet (Administration du Nord pour l'hydrométéorologie et la surveillance de l'environnement) et Yury Peshkov, responsable de l’UMZA, ont annoncé que la radioactivité de fond enregistrée à Severodvinsk a brièvement dépassé la norme. D'après le système territorial pour Arkhangelsk de l'ASKRO (système automatisé de surveillance de la situation des rayonnements ionisants), le 8 août 2019 à midi (heure de Moscou), six des huit points de mesure de Severodvinsk situés dans le réseau de mesure ont enregistré des débits de dose en rayonnement gamma quatre à seize fois supérieurs aux valeurs de fond pour ce territoire pour ce type de rayons. 
Le ministère et l'agence concernée (Roshydromet) ont dit qu'à Arkhangelsk, il n'y avait pas de dépassement de la norme — et après le pic de mesure, les valeurs ont commencé à diminuer tout aussi rapidement (pour Severodvinsk, « les valeurs maximales au cours de cette période sont passées de 0,45  à   1,78 µSv/h. Après une demi-heure, le rayonnement de fond a de nouveau fortement diminué et, après deux heures supplémentaires (à 14 h 30, heure de Moscou), la situation est revenue à la normale »). Selon le département régional de Rospotrebnadzor, dirigé par Roman Buzinov, l'augmentation du niveau de radioactivité mesurée le 8 août à Severodvinsk était due à des radionucléides à courte demi-vie, avec une dose de rayonnement maximale sous cette exposition nettement inférieure à 10 μSv, niveau jugé négligeable par les « Normes de sécurité du rayonnement (NRB-99/2009) », des mesures d'intervention d'urgence et de radioprotection pour la population ne sont donc pas nécessaires selon R Buzinov.
Le 14 août 2019, six jours après une explosion accidentelle qui a eu lieu dans le district administratif de Nenoksa, où se trouve le centre d'essais naval central de la marine russe (situé dans le village de Sopka près du terrain militaire proche de Nyonoksa), à environ 40 km de Severodvinsk, tous les résidents ont été invités à partir pour une brève durée, avant que cet appel ne soit annulé. Selon les informations alors disponibles dans la presse, l'accident a eu lieu lors d'essais d'un moteur à réaction à propergol liquide) et il aurait impliqué un missile nucléaire.

## Transports, accessibilité
La principale connexion de Nyonoksa (= Nenoksa) avec le reste du monde s’effectue via la voie ferrée du Nord, par Severodvinsk. La gare de Nenoksa est située à l'est du lac inférieur, à deux kilomètres du village. Une route conduisant au village est prévue (en construction à partir de l'été 2019) mais un accès était possible pour les camions et des véhicules tout-terrain. Nenoksa et le proche village de Sopka font partie d'une zone militaire contrôlée ; un laissez-passer est nécessaire pour entrer et circuler dans ce territoire très surveillé.